# 傑伊·奧伯諾特
傑伊·奧伯諾特（英語：Jay Phillip Obernolte，1970年8月18日—）是美国的一位政治家，所屬政黨是共和黨。他自2021年開始擔任聯邦眾議員，當前選區是加利福尼亞州第二十三國會選區。